# La Femme aux cheveux rouges (film, 1940)
Pour les articles homonymes, voir La Femme aux cheveux rouges.
Pour plus de détails, voir Fiche technique et Distribution.
La Femme aux cheveux rouges (Lady with Red Hair) est un film américain réalisé par Curtis Bernhardt, sorti en 1940.

## Fiche technique
- Titre original : Lady with Red Hair
- Titre français : La Femme aux cheveux rouges
- Réalisation : Curtis Bernhardt
- Scénario : Charles Kenyon et Milton Krims d'après les mémoires de Leslie Carter
- Direction artistique : Max Parker (en)
- Costumes : Milo Anderson
- Photographie : Arthur Edeson
- Montage : James Gibbon
- Musique : Heinz Roemheld
- Société de production : Warner Bros.
- Pays d'origine : États-Unis
- Format : Noir et blanc - 1,37:1
- Genre : biographie
- Durée : 78 minutes
- Date de sortie : 1940

## Distribution

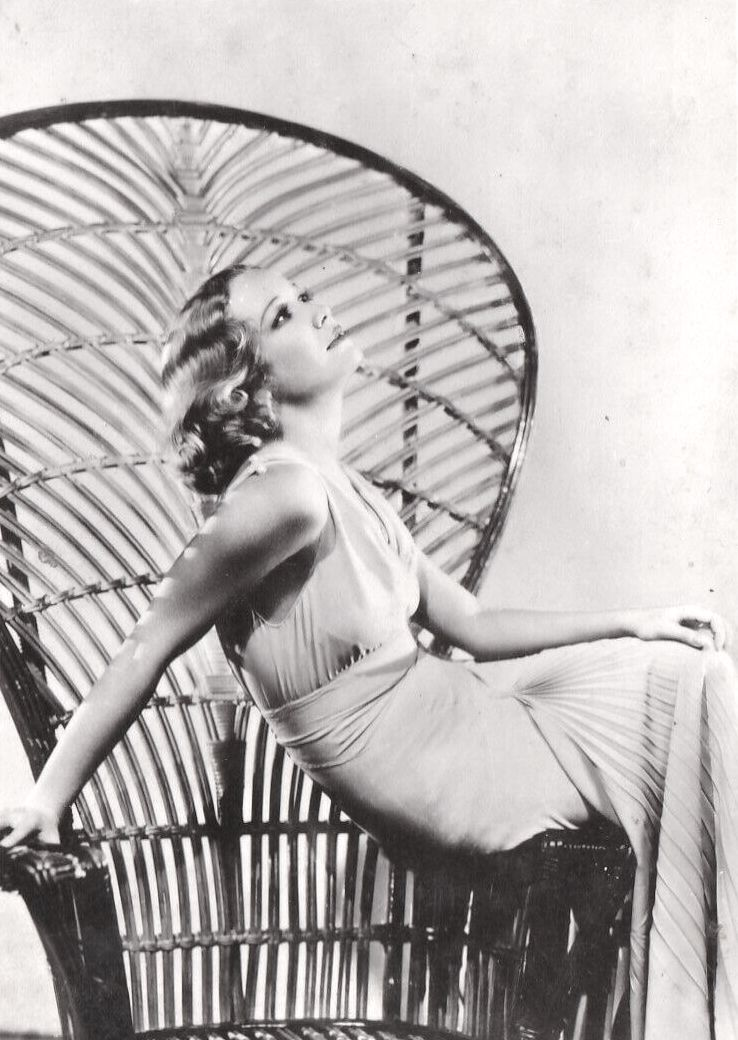
Miriam Hopkins à la fin des années 1930.

- Miriam Hopkins : Leslie Carter
- Claude Rains : David Belasco
- Richard Ainley : Lou Payne
- Laura Hope Crews : Mme Dudley
- Helen Westley : Mme Frazier
- John Litel : Charles Bryant
- Mona Barrie : Mme Brooks
- Victor Jory : Mr Clifton
- Cecil Kellaway : Mr Chapman
- Fritz Leiber : Mr Foster
- Johnny Russell (en) : Dudley Carter
- Selmer Jackson : Henry DeMille